# Den ægte vare
Den ægte vare er et stand up-show fra foråret 2002 lavet af Rune Klan, Jacob Tingleff, Mick Øgendahl, Anders "Anden" Matthesen, Geo og Carsten Eskelund.
Den første aften ud af de tre i Cirkusbygningen blev der optaget en film til en dvd-udgivelse. De advarer på dvd'en om deres "ganske forfærdelige sprogbrug".